# Thuidium kuripanum
Thuidium kuripanum là một loài Rêu trong họ Thuidiaceae. Loài này được (Dozy & Molk.) R. Watan. miêu tả khoa học đầu tiên năm 1987.